# Dukeite
La dukeite è un minerale.

## Etimologia
Il nome è in onore della Duke University di Durham, cittadina statunitense della Carolina del Nord e, specificatamente, della Mary Duke Biddle Foundation che ha finanziato e curato la cospicua collezione mineralogica dell'università.